# Relaciones Malaui-Venezuela
Las relaciones Malaui-Venezuela se refieren a las relaciones internacionales que existen entre Malaui y Venezuela.

## Historia
El 17 de marzo de 2019, el canciller de Venezuela, Jorge Arreaza, expresó su solidaridad a Mozambique, Malaui y Zimbabue ante las víctimas del ciclón Idai.

## Misiones diplomáticas
- Venezuela cuenta con una embajada concurrente en Maputo, Mozambique.[2]